# Радон (мажордом)
Радон (*Radon, д/н —після 634) — мажордом Австразії у 613—617 роках.

## Життєпис
Дослідниками розглядається, що Радон може бути тотожнім батькові Радульфові, герцога Тюрінгії. Описуючи надання Радульфу герцогської гідності хроніст Фредегар повідомляв, що батьком того був якийсь «Хамар». Це, на думку низки вчених, може бути спотвореним словом «камерарій». З життя святого Оуена Руанського відомо, що цю посаду в той час обіймав брат цього святого на ім'я Радон. Якщо ця ідентифікація вірна, то батьками Радону був знатний австразіець Аутарі (Аутарій), який володів маєтком у Сансі-ле-Шміно, і його перша дружина Аега.
«Життя святого Колумбана» повідомляє, що Аутарі був прихильником Теодеберта II, короля Австразії, і ворогом Теодоріха II, короля Бургундії, і його бабки Брунгільди. У 610 році Радон спільно з Арнульфом Мецьким виступив проти намагання Брунгільди впровадити податок на нерухомість для магнатів. Сини Аутарі (Радон, Оуен, Адон), після того як в 612 році Теодоріх II переміг і приєднав Австразію, перейшли в табір прихильників короля Нейстрії Хлотаря II.
У 613 році Нейстрія, Австразія і Бургундія були об'єднані під владою короля Хлотаря II. В цьому сприяв Радон, який спільно з Варнахаром, Піпіном Ланденським і Арнульфом Мецьким виступив проти Брунгільди, яку було повалено. Прагнучи зміцнити свої позиції в недавно придбаних землях, король Хлотар II призначив мажордомом Австразії Радона, який повинен був стати противагою впливовим Арнульфінгам. Значну роль у призначенні зіграла і особиста відданість Радона королю.
У 616 році згаданий як vir inluster, що відповідає вельми високому аристократичному статусу (вища знать) Франкської держави. У 617 році з невідомих обставин Радон втратив свою посаду, мажордомом став Гуго.
У 630 році призначається камерарієм (зберігачем королівської скарбниці). Близько 635 року разом з братами брав участь в церемонії освячення монастиря в Ребе. Сам Радон був засновником монастиря в Рей-ан-Брі. Подальша доля невідома.